# Australian Juniors 2014
Das Australian Juniors 2014 als bedeutendstes internationales Nachwuchsturnier von Australien im Badminton fand vom 20. bis zum 22. Februar 2014 im Ken Kay Badminton Stadium in Wendouree in Ballarat statt.

## Sieger und Platzierte
| Disziplin    | Gold                    | Silber                     | Bronze                            |
| ------------ | ----------------------- | -------------------------- | --------------------------------- |
| Herreneinzel | Daniel Guda             | Anthony Joe                | Justin Lee                        |
| Herreneinzel | Daniel Guda             | Anthony Joe                | Simon Leung                       |
| Dameneinzel  | Mitzi Abigail Purnama   | Alice Wu                   | Jennifer Tam                      |
| Dameneinzel  | Mitzi Abigail Purnama   | Alice Wu                   | Josephine Leonila                 |
| Herrendoppel | Anthony Joe Simon Leung | Justin Lee Tang Huaidong   | Elijah Dale Marco Ma              |
| Herrendoppel | Anthony Joe Simon Leung | Justin Lee Tang Huaidong   | Mitchell Gervasoni Jacob Schueler |
| Damendoppel  | Jennifer Tam Alice Wu   | Khoo Lee Yen Josephine Liu | Malvika Hemanth Alice Lorincz     |
| Damendoppel  | Jennifer Tam Alice Wu   | Khoo Lee Yen Josephine Liu | Joy Lai Grace Ngiam               |
| Mixed        | Daniel Guda Alice Wu    | Anthony Joe Joy Lai        | Lin Yingxiang Jennifer Tam        |
| Mixed        | Daniel Guda Alice Wu    | Anthony Joe Joy Lai        | Tang Huaidong Khoo Lee Yen        |